# 伊万·加西亚 (田径运动员)
伊万·加西亚（西班牙語：Iván García，1972年2月29日—），古巴男子田径运动员。他曾代表古巴参加1996年和2000年夏季奥林匹克运动会田径比赛，其中2000年奥运会获得一枚铜牌。